# Nascita di una nozione
Nascita di una nozione (Birth of a Notion) è un racconto di fantascienza dello scrittore Isaac Asimov. Fu pubblicata per la prima volta nell'aprile 1976 su Amazing Stories e compare nella raccolta Antologia del bicentenario (The Bicentennial Man and Other Stories, 1976).

## Trama
Simon Weill è prima di tutto un appassionato di fantascienza, e poi uno scienziato. La sua passione, se non ossessione, lo porta a inventare una macchina del tempo, con la quale però all'inizio ha non pochi problemi. Infatti le cavie che vengono tempotrasportate, viaggiano effettivamente nel tempo, ma non si sa né dove né soprattutto quando, senza contare che non fanno nemmeno più ritorno, escluso un topo che ricompare pochi giorni dopo in laboratorio.
La macchina è quindi migliorata e completata, e una volta che inventa il modo di tornare al tempo di partenza, il 1967 (ma questo avveniva solo 3 volte su 5), la prova immediatamente. Viene così trasportato a 50 anni di distanza nel passato, nel 1925, in un parco a Manhattan, su una panchina accanto ad un signore, tale Hugo Gernsback. Il signore dall'accento teutonico chiede a Weill come esso sia arrivato lì, ma il viaggiatore è confuso a causa dell'esperimento temporale. Farnetica qualcosa su una macchina del tempo però, e Gernsback, incalzante, comincia a raccontargli della sua "pseudo-scienza" o "scientifantastico" (scientifiction), tipologia di letteratura a cui lui si dedicava.
I due provano a comunicare, ma Weill ritorna indietro poco dopo l'arrivo, lasciando a bocca aperta Gernsback. Questo, inorridito ma allo stesso tempo affascinato dall'evento a cui aveva appena assistito, mormorò fra sé:

## Contesto
Questo è un racconto scritto da Asimov per festeggiare il semicentenario della rivista su cui è uscito, per l'appunto Amazing Stories, la prima rivista di fantascienza della storia. Hugo Gernsback è il suo fondatore, e viene ricordato fra i padri della scienza del fantastico (fu lui infatti a coniare il termine science-fiction). Nella storia nomina anche uno dei suoi racconti, Ralph 124C 41+.
Il titolo del racconto è un gioco di parole sul celeberrimo film di David Wark Griffith La nascita di una nazione del 1913 (il titolo originala del racconto è The Birth of a Notion, quello del film The Birth of a Nation).